# 五芭
五芭（いつは、2003年〈平成15年〉5月8日 - ）は、日本のAV女優。NAX所属。

## 来歴
2022年10月、「MOODYZ」専属女優としてAVデビュー。デビュー時のキャッチフレーズは「10年に1度のビンカン」。
2023年10月9日週FANZAレンタルフロアランキングにて、『死ぬほど嫌いな変態教師たちに敏感ワレメをイジられた私…校内で助けも呼べずサイレント痴●でイカされ抵抗できない声殺し集団レ×プ輪● 五芭』が8位にランクイン。10月16日週の同ランキングでは4位に浮上した。
10月14日に東京・レフカダ新宿で「祝デビュー1周年五芭オフ会」開催。
2023年12月よりアタッカーズに移籍。
事務所主催のトークイベント「スナックNAX」では、2024年4月21日開催回よりレギュラーMCを務める（同年10月26日開催回でチーママ卒業）。
2024年9月15日には、『TREND GIRLS 撮影会 2024』内のTREND GIRLSファッションショーに参加し、ランウェイを歩いた。
2025年5月6日、企画単体への転向を発表。
同年5月26日週FANZA動画フロアランキングにおいて、出演した『マジックミラー号からの脱出！7 LIKEとLOVEの違いが分からない18歳応援SP！制限時間100分でSEXしないと脱出できないマジックミラー号に、絶対にヤってはイケない関係の2人を閉じ込めたら…禁断のSEXをしてしまうのか！？』（SODクリエイト）が初登場6位にランクイン。同作はその後7月7日週の通販ランキングでも10位をキープするなどロングランヒットなった。

## 人物
- 趣味は料理、猫と遊ぶこと。特技はバスケ[1]。
- デビューの動機は、セックスとはどういうものなのかをゼロから知るため。また、そのための相手はプロである男優の方が安心できるし良いと考えたため。プライベートでの経験人数は3人だが、セックスが気持ち良いという感覚が分からず、一度もイッたことがなかった。またこれまでにAVを見たことがなかった[14]。
- 初体験は高校2年生の時に相手はバスケのコーチ（学校の先生では無い）と車の中で[14]。
- バラエティ番組『愛のハイエナ』の中で過去に好きな男性に対してセクシー女優という仕事をしているということをカミングアウトしたが、「ビッチ」[15]と拒絶された経験を告白した。さらに元カレに3回浮気されたことを告白しその後、少し恋愛に嫌気がさしていたこと、さらにセクシー女優の仕事を始めたことで「私自身を見てくれる人がいない。恋愛は無理かもしれない」という心情を明かした[16]。
- AVライターのさおりは、キャッチフレーズ通りの敏感さを論じており、「オーガズム到達と引き締まったスレンダーボディが映える」[3]、「イッた後に腹筋がぴくぴくと痙攣するのが超絶いやらしい」とプレイ後のリアクションを論評している[3]。
- AVライターの芝田カズはイキだすと痙攣が止まらないさまから「絶頂クイーン」と表現[17]。同じくAVライターのさおりは「触れられる前から突起している乳首もチャーミング」と身体的特徴を評価した[17]。

## 作品

### アダルトビデオ
- 超新星 新人専属 五芭 AVdebut 10年に1度のビンカン現る。（10月4日、MOODYZ）
- 恥ずかしくったってエッチ猛特訓! ぜ～んぶ初体験だよ! 性感開発3本番スペシャル 五芭（11月1日、MOODYZ）
- 初めてのお泊りデート 手を繋いで、キスして、笑って、その後、時を忘れて絡み合う濃密セックス 五芭（12月6日、MOODYZ）

- メス顔全開! 早漏イクイク限界突破アクメ!! 4SEX 五芭（3月7日、MOODYZ）
- 親の再婚でできたお兄ちゃんと子供部屋が相部屋に! 両親が寝静まった後、毎晩絶倫ホールドされた私… 五芭（4月4日、MOODYZ）
- 禁欲 性感開発オイルマッサージ汗潮愛液全噴出アクメ 五芭（5月2日、MOODYZ）[3]
- 死ぬほど嫌いな変態教師たちに敏感ワレメをイジられた私… 校内で助けも呼べずサイレント痴漢でイカされ抵抗できない声殺し集団レ×プ輪姦 五芭（6月6日、MOODYZ）
- 一度射精しても、見つめて囁きヌイてくれる回春エステ（7月4日、MOODYZ）
- 体液ぐっちゅぐちゅ ビンカン美少女と濃厚オヤジの舐め回しセックス4本番　3時間体液まみれビクビク絶頂SP（8月1日、MOODYZ）
- 初フライト直前、臨時の出向先で大嫌いな昭和臭オヤジ達の輪●レ×プに堕とされた新人客室乗務員 五芭（9月5日、MOODYZ）
- 女子バスケ部員レ●プ合宿 ハメたら終わりの限界空気椅子 大嫌いな先輩の美脚プルプル合体ガクブルセクハラ強化トレーニングに負けて 膣奥撃ち抜かれお仕置き100ピストン輪●に堕ちた2泊3日 五芭（10月3日、MOODYZ）
- 解禁 生まれて初めての中出し性交 五芭（11月7日、MOODYZ）
- 母親の再婚相手のオジサンに毎日レイプされています。（12月5日、アタッカーズ）[17]

- 凌●研修6 女子大生調教インターンシップ 五芭（1月2日、アタッカーズ）
- 10秒って約束してくれるなら、私のこと好きにしてもいいんだよ？ 五芭（2月6日、アタッカーズ）
- 義父に10秒だけの約束で挿入を許したら…相性抜群過ぎて絶頂してしまった私。 五芭（3月5日、アタッカーズ）
- 5年付き合った遠距離の彼女がいるのに傍にいる居心地の良い女友達と酔った勢いでキスして彼女の存在を忘れるぐらい本気で求め合った。 五芭（4月2日、アタッカーズ）
- 新婚の静香先生は校内一、問題児の性玩具をさせられている。 五芭（5月7日、アタッカーズ）
- 枯れたはずの性欲なのに息子の嫁を見るだけで勃起してしまう。 五芭（6月4日、アタッカーズ）
- 人妻女上司の無防備に透けて見えるTバックに僕の理性は狂ってしまった。 五芭（7月2日、アタッカーズ）
- 社内調教NTR 傲慢社長にセックス教育された秘書 五芭（8月6日、アタッカーズ）
- 家に棲みついた強●魔 五芭（9月3日、アタッカーズ）
- 「俺の妻を妊娠させてくれないか？」親友から頼まれて、奥さんが妊娠するまで中出しさせてもらった。 五芭（10月1日、アタッカーズ）
- 性欲の強い義父が勃起薬を飲んでしまい、とんでもない絶倫になって息子の嫁を犯し続けた。 五芭（11月5日、アタッカーズ）
- 10年に1度のビンカン。SEXの逸材― 五芭MOODYZ12作品12時間コンプリートBEST（11月5日、MOODYZ）※単体ベスト
- 借金取りの娼婦に堕ちた僕の妻 五芭（12月3日、アタッカーズ）

- 父と娘の禁じられた性交記録映像。 五芭（1月7日、アタッカーズ）
- 「彼氏のフリしてくれない？」女友達にそう言われて、好きになっちゃいけないはずなのに好きになって、本当の恋人よりも濃厚なセックスに溺れた日々。 五芭（2月4日、アタッカーズ）
- 大親友と夢の初共演＆日向なつ緊縛解禁。 縛られた媚肉の団地妻（3月4日、アタッカーズ）
- 「彼女と結婚するからもう会えない」無制限に射精させてくる都合の良いセフレと過ごす、最後の一夜。 五芭（4月1日、アタッカーズ）
- パンチラハーレム学園 男は僕1人！？クラスの女子全員と誘惑チラリズム中出しSEX！（4月29日、ムーディーズ）

- 妊活の為に溜めてた濃厚精子を搾り取ってくる妻の妹のせいで、妻がなかなか妊娠しません…。 五芭（5月6日、アタッカーズ）
- 【4K】初めて彼女のできた童貞のボクのためセックスの練習相手になってくれた美尻な幼なじみ。 五芭（6月3日、クリスタル映像）
- 素人ホイホイ いろはちゃん（6月3日、素人ホイホイ）※いろはちゃん(24)名義
- 俺の彼女はAIラブドール 五芭（6月5日、プラネットプラス）
- いつ葉（6月5日、素人ホイホイZ）※いつ葉(21)名義
- めちゃくちゃ発情中の妻 夫とのセックスレスに悩むおとなしいマジメな主婦が溜まりまくった性欲を抑えきれず…豹・変。 五芭（6月10日、JET映像）

- 【4K】童貞は幼なじみに奪われました…初めて彼女のできた童貞のボクのためセックスの練習相手になってくれた美尻な幼なじみ 五芭（6月10日、クリスタル映像）
- 今、失踪した愛しき妻の輪●レ●プ映像がDVDで送りつけられて来た… 悲劇の寝取られ 半泣き淫乱調教… 敏感ゆえに繰り返す絶頂… やがて快楽に呑み込まれた妻は… 五芭（6月10日、オーロラプロジェクト・アネックス）
- パンスト特化 五芭の完全着衣パンスト×コスプレFUCK（6月10日、グローリークエスト）
- it（6月23日、素人ホイホイtower）※it(21)名義
- 家庭教師先の勉強せずに口内オナニーばかりしている受験生が「チンチンしゃぶらせてくれたら勉強頑張るよ」と言うので今では四六時中チ〇ポをしゃぶらせています 五芭（6月24日、ケイ・エム・プロデュース）
- 大嫌いなパワハラ上司と相部屋に…仕事のミスをネチネチ責められ逆ギレ！惨めに落ち込む上司を慰めているうちに…体の相性抜群で求め合う中出しNTR 五芭（7月1日、ABC/妄想族）
- マジックミラー号からの脱出！7 LIKEとLOVEの違いが分からない18歳応援SP！制限時間100分でSEXしないと脱出できないマジックミラー号に、絶対にヤってはイケない関係の2人を閉じ込めたら…禁断のSEXをしてしまうのか！？（7月10日、SODクリエイト）
- たった千円で超ペロペロに…？！早い・安い・上手いで話題の即尺ヌキ有りセンペロ酒場に密着！サクッとフェラ抜き神対応！飲みながらヌける最高チェーン店！ 大行列編（7月24日、SODクリエイト）

### VR作品
- 超ビンカン美少女・五芭のイキまくり顔た～っぷり8K最高画質SPECIAL！！「アナタのビンビンチ○ポで壊れるくらいにおマ○コついてほしいな…。」（2024年2月9日、MOODYZ）
- 【VR】幼馴染の僕たち3人は久々に再会…初めてのお酒…からのラブホ 酔っぱらったら心の奥に隠してきた恋愛感情がバクハツ！最初は私が私がって奪い合ってたけどやっぱりズッ友 3人一緒に甘くてとろけるような濃密セックスに溺れていく青春リターンズSEX 日向なつ 五芭（2025年3月8日、kawaii）
- 【VR】【8KVR】ひたむきさに感激！これからこの黒髪女子とSEXします！制服の下はパンスト競泳水着！一緒にいて安心できる年下彼女と放課後中出しエッチ！五芭（2025年6月3日、CRYSTAL VR）
- 【VR】「一緒にとろっとろになりませんか…？」敏感オイルと美尻Tバック誘惑で何度も何度もイカされるチャイナエステ No.1五芭-Itsuha-（6月13日、KMPVR-bibi-）
- 【VR】乳首も膣も…即イキ絶頂 元カレに開発された幼馴染のカラダを、毎晩僕のチ〇ポで慰めています 五芭（6月27日、KMPVR-彩-）

### イメージビデオ
- Itsuha Sunny day magic（2023年4月6日、REbecca）

### 写真集
- らぶぱら（2024年2月24日、竹書房、撮影：マキハラススム）ISBN 978-4801938809

### デジタル写真集
- みんなあつまれ MOODYZキャンペーン2022 Special Photo Book（2022年11月4日、FANZA BEAUTY COLLECTION）※「MOODYZ」出演女優32名の撮り下ろし写真を収録。
- 五芭 あなたがいるなら（2023年1月23日、小学館、撮影：松田忠雄）
- ドキッ! 丸ごとヌード 全裸だらけの水泳大会2023（2023年6月5日、小学館、撮影：LUCKMAN）

## 出演

### ウェブバラエティ
- 愛のハイエナ（2023年10月17日 - 31日、ABEMA）[18]

### 音楽イベント
- 楽演祭 vol.28（2023年12月27日、東京・池袋 LIVE INN ROSA）[19]

### オリジナルビデオ
- 夜王烈伝3 眠らない街を制覇せよ（2025年3月5日、ネクスタシーEX、シネマファスト）※レンタルのみ[20]

### ウェブドラマ
- 嬢王協奏曲3（コンチェルト） そして輝く夜の伝説（2025年4月5日、ネクスタシーEX）[21]

### 映画
- 人妻の指運動 濃厚お胸体験（2025年4月4日、オーピー映画）- 瞳 役
- スキャンダルの夜 寝取られミナミ（2025年7月4日、オーピー映画）- ユキミ役